# Mitchell & Ness
Mitchell & Ness Nostalgia Co. – amerykańska firma produkująca odzież oraz akcesoria sportowe. Została założona w Filadelfii w stanie Pensylwania w 1904 roku, przez Franka P. Mitchella i Charlesa M. Nessa, jako Mitchell & Ness Sporting Goods. Początkowo specjalizowała się w produkcji rakiet tenisowych oraz wypaproszeń pól golfowych. W 1933 roku firma zaczęła dostarczać sprzętu wchodzącej do NFL drużynie Philadelphia Eagles, którą zakończyli w 1969 roku. Firma towarzyszyła także w latach 1938-1940 istnienia drużynie Philadelphia Athletics. Od początku lat 40. XX wieku z jej sprzętu korzystała Philadelphia Phillies. W 1999 roku firma rozpoczęła współpracę z National Basketball Association, wydając kolekcje strojów z dawnych lat o nazwie Hardwood Classics. Rok później taką samą serie o nazwie Throwback Collection wydali dla National Football League, a w 2002 dla National Hockey League.